# Thelema
 (janvier 2019).

Symbole Thélémite (hexagram)

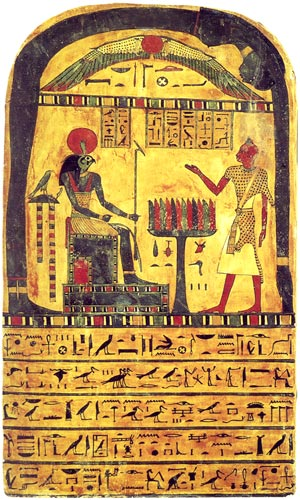
La Stèle de la Révélation qui dépeint Nout, Hadit, Ra-Hoor-Khuit, Ankh-af-na-khonsu.

Thelema (du grec ancien θέλημα : « volonté », dérivé du verbe θέλω : « vouloir, désirer ») est une doctrine ésotérique occidentale souvent considérée comme une religion ou une philosophie. Son nom est dérivé de l'abbaye de Thélème, lieu imaginaire inventé par François Rabelais dans Gargantua, dans laquelle une communauté vertueuse suit une maxime en apparence licencieuse : « Fais ce que tu voudras ».
Aleister Crowley prétendit avoir reçu cette loi thélémite de Rabelais lors de son voyage de noces en 1904, par une entité nommée Aiwass qui lui aurait dicté durant trois jours de suite, les 8, 9 et 10 avril 1904, le fameux Livre de la Loi, qui contient également le mot Thelema en grec ainsi que la phrase « Fais ce que Tu voudras ». Après avoir apporté cette mystérieuse dictée à son Maître Samuel Liddell MacGregor Mathers (alors dirigeant contesté de l'ordre hermétique de l'Aube dorée), ce dernier refusa de prendre au sérieux ce livre. Ce n'est que quelques mois après que Crowley prit Thelema comme nom de son système philosophique, mystique et religieux qu'il développa par la suite. Celui-ci comprend des idées dérivées de l'occultisme, du yoga, et du mysticisme oriental et occidental.

## Antécédents de Thelema
Bien que le mouvement thélémite moderne fasse remonter ses origines aux œuvres de François Rabelais et de Aleister Crowley, ce dernier faisait remarquer l'importance de l'utilisation plus ancienne de ce terme. Le mot est de quelque importance dans le Nouveau Testament où il se réfère à la volonté divine, à la volonté humaine du Mystique ou du Magicien en tant que Prêtre des Mystères[réf. nécessaire]. Un des exemples les plus connus est le Notre Père tiré de Mathieu 6:10, « Ton règne vienne. Que ta volonté (θελημα) soit faite ». Au cours de la Renaissance, un personnage nommé « Thelemia » représente la volonté ou le désir dans l'Hypnerotomachia Poliphili attribué au moine dominicain Francesco Colonna. L'œuvre de Colonna fut, elle-même, d'une grande influence sur l'œuvre de François Rabelais (qui fut moine franciscain puis bénédictin, avant d'être prêtre séculier), œuvre où nous retrouvons la fameuse « abbaye de Thélème » (Gargantua). Traduite par « Do what thou wilt », la  phrase de Rabelais empruntée par le Livre de la Loi, « Fais ce que tu voudras », renvoie à l’avenir et implique la découverte de sa vraie volonté et de son vrai vouloir par la prise en main de sa destinée, de son caractère et de sa personnalité.
Aleister Crowley a reconnu la phrase de saint Augustin « Aime, et fais ce que tu veux » en tant que prémonition de la loi de Thelema.

### Angleterre

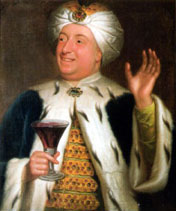
Sir Francis Dashwood

Sir Francis Dashwood, 11e baron le Despencer, s'inspire de la devise « fay çe que vouldras » (« Fais ce que tu veux » ou "Do what thou wilt") et des idées Rabelaisiennes au XVIIIe siècle pour son abbaye en ruine de Medmenham (parfois nommé : les thélémites) qui devient ensuite le Hellfire Club.
Thelema est aussi présent d'autres œuvres anglaises plus récentes telles que
- The Monks of Thelema, une nouvelle de Sir Walter Besant et James Rice (1878 – 3 vols, éditions Chatto & Windus)
- The Building of Thelema (1910),un roman utopique de Charles Robert Ashbee, influencé par William Morris.

## La Thelema de Crowley
En 1904, Aleister Crowley (1875-1947), un occultiste, écrivain et provocateur, proclama avoir reçu et mis par écrit le Book of The Law (Livre de la Loi) qui devait servir de fondement au système religieux et philosophique que l'on appellera par la suite Thelema. La base du système peut souvent être résumée par ces trois phrases, qui servent également de signature aux thélémites (principalement au sein de l'Ordo Templi Orientis) :
- « Fais ce que tu voudras sera le tout de la Loi », Liber AL I:40 ;
- « L'amour est la Loi, l'amour sous la volonté », Liber AL I:57 ;
- « Il n'y a d'autre Loi que Fais ce que tu veux », Liber AL III:60.

Crowley a écrit que la Loi n'est pas une permission de faire ce que l'on veut au sens de liberté illimitée mais un mandat donné afin de découvrir sa véritable volonté qu'il décrit comme étant la nature divine intime de tout être humain, ainsi que la découverte de sa propre destinée sur cette terre.

### Aleister Crowley
Entre 1912 et 1913, Aleister Crowley et Theodor Reuss de l'Ordo Templi Orientis (O.T.O.) se disputent au sujet de la publication de The Book of Lies (Crowley) (en). D'après Crowley, Reuss l’interpelle et l’accuse d'avoir révélé le plus profond secret (sexuel) de l'O.T.O. dans l'un des chapitres cryptés de son livre. Lorsqu'il devint clair pour Reuss que Crowley l'avait fait de manière non intentionnelle, il initia Crowley au 9e degré de l'O.T.O. et le déclara « Souverain Grand Maître Général de l'Irlande, de l'Iona et tous les Britanniques. »,

### Le Livre de la Loi
Le système de Crowley connu sous le nom de Thelema débute par le Book of The Law (Livre de la Loi), qui porte le nom officiel de Liber AL vel Legis. Il fut écrit au Caire, en Égypte, lors de sa lune de miel avec sa nouvelle épouse, Rose Edith Kelly. Ce petit livre contient trois chapitres, chacun écrit en une heure, les 8, 9 et 10 avril 1904. Crowley prétend que l'auteur de ce livre est en fait une entité nommé 'kJ CW x. bbc xn NS DMe Aiwass, qu'il identifiera plus tard comme étant son propre saint ange gardien. Plusieurs années après, Crowley ajouta une section à la fin du livre, le « Commentaire de Ankh F N Khonsu », qui défend toute étude et toute discussion du Livre. La majeure partie de ce texte concerne Aleister Crowley lui-même, mais quelques perles résident dans les fondements de cette dictée qui s'adresse à tous. L'on peut dire que ces versets sont en langage contemporain ce que les textes anciens des traditions gnostiques, rosicruciennes, etc., dissimulent en leur sein.[pas clair]

### Véritable volonté
Selon Crowley, la découverte et la manifestation de la propre, unique et intime Véritable Volonté est la tâche principale de tout thélémite. Cette volonté n'est pas celle de l'Homme vulgaire, mais c'est la volonté divine qui est en chacun de nous, le « chiah » des kabbalistes. Crowley se réfère au processus de la découverte de la véritable volonté sous le nom de grand œuvre, dont la base est l'amour.

### Cosmologie
Le Book of The Law établit une triade cosmologique, dérivée de l'ancienne mythologie égyptienne, et qui préside à chacun des trois chapitres du livre. La première entité est Nuit, la déesse de la voûte étoilée qui est en quelque sorte le Tout ; la deuxième est Hadit, une forme d'Horus d'Edfu, le Globe ailé qui se dissimule en toute chose, le centre de toute chose ; la troisième est Ra-Hoor-Khuit ou un Horus guerrier et solaire à la fois, le dieu à tête de faucon. Les autres divinités qui dérivent du système de Thelema sont :
- Babalon — une entité féminine provenant du système de Magie énochéenne de John Dee, système magique modifié par l'ordre hermétique de l'Aube dorée et utilisé par Crowley dans son Ordo A. A. ;
- la Femme écarlate — la femme libérée des notions chrétiennes du péché, parèdre de[incompréhensible] ;
- To Mega Therion — la Grande Bête 666 (voir l'Apocalypse de saint Jean) à laquelle Crowley est identifié dans le Livre de la Loi ;
- Chaos — la force universelle ;
- Baphomet — le serpent et le lion, l'énergie créatrice matérialisée, nom initiatique que Crowley prendra en tant que dirigeant de l'O.T.O. en référence aux Templiers ;
- Aiwass — l'être qui a dicté, selon Crowley, le Liber Al vel Legis ;
- Ankh-af-an-khonsu — un prêtre qui a vécu à Thèbes pendant la XXVe dynastie en Égypte, vers 725 avant Jésus-Christ, qui serait l'une des vies passées de Crowley.

### La Magick
Crowley voyait la Magick (magie) comme la méthode essentielle afin d'atteindre la véritable compréhension de soi et d'agir selon sa véritable volonté. La magie peut être définie comme tout acte visant à obtenir un effet désiré. Il différencie deux systèmes complémentaires et indivisibles : la mystique qui permet à l'Homme d'élever sa conscience au niveau des entités spirituelles ; et la Magick, qui est l'art d'entrer en contact avec ces dites entités. Mais sans mystique, pas de magie.
Pour Crowley, la pratique de la Magick doit essentiellement être utilisée afin d'atteindre à la connaissance et à la conversation avec son saint ange gardien, le Dæmon des néoplatoniciens, la partie divine qui est au-dessus de nous, notre Dieu — ce que l'Aube dorée nomme le « génie supérieur ».

#### Sexe magick
Sexe magick est une forme d'activité sexuelle humaine magique utilisée pour invoquer les bons esprits dans Thelema telle qu'appliquée par Aleister Crowley dans l'Ordo Templi Orientis (O.T.O.).
Carl Kellner, fondateur de l'ordre, affirme que ces techniques de sexe magick lui ont été enseignées par trois adeptes de cet art. D'après Aleister Crowley, ses secrets dans l'ordre remonteraient à 1904, après sa parution dans « un obscure périodique maçonnique nommé Oriflamme ». En 1912, l'éditeur de l'Oriflamme annonce : « Notre Ordre possède la "clef" pour ouvrir tous les secrets franc-maçonniques et hermétiques, cette clef s'appelle, sexe magick. Cette connaissance explique sans exception, tous les secrets de la franc-maçonnerie et de tous les autres systèmes de religion. »

### Pratiques religieuses
Bien qu'il existe des cérémonies communes conseillées par Thelema et les organisations qui s'en réclament, les pratiques thélémites sont largement individuelles, comme dans la structure initiatique Astrum Argentum où l'initié ne connaît que celui qui l'a introduit au sein du collège extérieur. Les cérémonies et rituels de l'Ordo Templi Orientis, une structure para-maçonnique, sont communes, comme les initiations et les tenues de Loges. De l'O.T.O. découle l'Ecclesia Gnostica Catholica ou E.G.C., version connue en France, mais cette version est purement thélémite, et représente un cœur religieux comprenant des sacrements comme le baptême, le mariage, la crémation etc. Des pratiques générales sont communes à plusieurs des structures initiatiques thélémite afin d'assister le thélémite à trouver et à manifester sa véritable volonté. Crowley a écrit de nombreux rituels et pratiques spirituelles qui sont considérés comme pivot de l'expérience thélémite. Ces pratiques comprennent (mais ne sont pas limitées à) :
- le Liber Resh — consistant en des adorations journalières au Soleil ;
- le Liber V — consistant en des invocations des énergies du nouvel Æon d'Horus ;
- la purification, la consécration et l'exaltation de son corps de lumière par l'utilisation de rituels d'invocations (le rituel du pentagramme, nommé l'étoile de rubis, la messe du phénix par exemple) ;
- la célébration eucharistique telle la messe gnostique ou de l'O.T.O. et de E.C.G. messe du phénix[pas clair].
- la conservation d'un journal magique pour enregistrer les expériences spirituelles et magiques. Liber O vel Manus et Sagittæ. Liber E vel Exerciciorum, etc. ;
- dire sa volonté avant chaque repas du jour.

### Éthique
Thelema met l'accent sur la liberté individuelle équilibrée par la responsabilité et la discipline. Crowley a écrit deux documents afin de codifier ce concept : le Liber Oz et Devoir.

#### Liber Oz

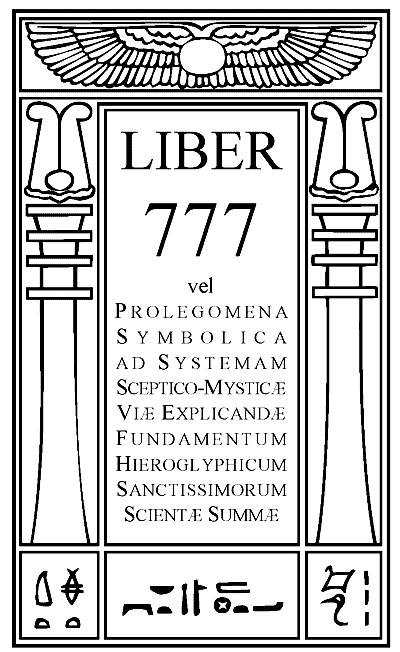
Liber 777 Vel Prolegoma Symbolica Ad Systemam Sceptico-Mysticae Viae Explicande, Fundamentum Hieroglyphicum Sanctissimorum Scientiae Summae

Le Liber Oz établit les droits de l'individu. Pour chaque personne, ceux-ci comprennent : vivre selon sa propre loi, vivre selon la manière que l'on désire, travailler, jouer et se reposer comme et quand on le veut, mourir quand et comme on le veut, manger et boire ce que l'on veut, vivre où l'on veut, parler, écrire, se vêtir, aimer, peindre comme on le veut. Le Liber Oz ajoute le droit de tuer ceux qui s'opposent à la volonté et à la liberté. Il n'est pas clair s'il s'agit ici d'une métaphore ou non.

#### Devoir
Devoir est décrit comme une note sur les règles de la conduite pratique qui doit être observée par ceux qui acceptent la loi de Thelema.

## Organisations thélémites
À l'heure actuelle, il existe de nombreuses organisations qui se réclament de Thelema.

### Du vivant de Crowley
Les deux organisations principales que Crowley dirigea de son vivant sont l'A∴A∴ sous plusieurs filiations et l'Ordo Templi Orientis.

### Depuis la mort de Crowley
L'Ordo Templi Orientis est toujours actif sous plusieurs filiations, et largement dominé par la branche dite « caliphale » dirigée par Hymenaeus Beta, O.H.O (Outer Head of the Order of O.T.O.). L'Ordo Templi Orientis a d'ailleurs été réveillé en France en 2019 avec plusieurs structures sur tout le territoire[réf. nécessaire].
Depuis 1947, d'autres organisations plus ou moins sérieuses se sont constituées et disent poursuivre l'œuvre initiale de Crowley : par exemple, le « College of Thelema » (université de Théléma), une des nombreuses organisations créées pour introduire aux enseignements de l'A∴A∴, l'O.T.O. Thyphonienne de Kenneth Grant, la « Society O.T.O. » (Société O.T.O.) de Marcelo Ramos Motta, l'« ordre thélémite de l'Aube dorée », le « Holy Order of Ra-Hoor-Khuit » (H.O.O.R, ordre sacré de Ra-Hoor-Khuit.), l'« ordre de Thelema » ou « ordre des thélémites », etc.